# Masacre en La Alameda
La Masacre de la Alameda ó La Masacre de henriquistas es como se conoce a los hechos del 7 de julio de 1952 en la Ciudad de México tras los resultados de las elecciones federales en las que participaba Miguel Henríquez Guzmán como candidato presidencial. Después de que se proclamara como ganador oficial a Adolfo Ruíz Cortines, miembros de la Federación de Partidos del Pueblo Mexicano (FPPM), liderados por Henríquez Guzmán, se congregaron en la Alameda Central de la ciudad.
Los asistentes al mitin fueron atacados por elementos del ejército mexicano, la policía montada, granaderos y la policía secreta.

## Antecedentes
Después de dejar el PRI en 1951, Miguel Henríquez Guzmán fue nominado como el candidato presidencial por la Federación de Partidos del Pueblo Mexicano (FPPM). La FPPM representaba a ex revolucionarios que estaban desencantados con el Partido Revolucionario Institucional, el rumbo que estaba tomando el gobierno de Miguel Alemán Valdés y que buscaban regresar al modelo cardenista.

### Elecciones de 1952
A finales de junio, la Comisión Federal Electoral (CFE) determinó que el ejército se hiciera cargo de cuidar el orden público durante el proceso electoral. Esta decisión fue objetada por el representante de la FPPM, quien argumentó que se trataba de una medida autoritaria.
Durante el transcurso de las elecciones, se suscitaron diversas irregularidades en las casillas electorales. Además, se desplegó un importante contingente militar en todo el país, ante el temor de un levantamiento armado. Antes de conocerse los resultados oficiales, los principales periódicos del país anunciaron como triunfador al candidato priista, Adolfo Ruiz Cortines.

## Masacre
"Fue bestial. Mataron a muchos. Se decía que el avión del presidente estaba listo porque él creyó que ahí se desataba algo más. Siempre tuvieron temor de que el general Henríquez Guzmán se alzara en armas. Pero nunca hubo armas"
Palabras de un testigo.

Ante los resultados adversos de las elecciones, los henriquistas realizaron un mitin en la Alameda Central que reunió a alrededor de 200,000 asistentes (entre ellos mujeres, estudiantes, niños y niñas) que protestaban por lo que consideraban un fraude electoral. En respuesta, se desplegó un operativo con la totalidad de las corporaciones militares y policiales de la Ciudad de México. Durante la reunión, se produjo un incidente en el que un infiltrado disparó contra el jefe de granaderos, hiriéndolo en la cabeza. A partir de ese momento, las fuerzas armadas y la policía comenzaron a reprimir violentamente a los asistentes, utilizando gases lacrimógenos, culatazos y sables de la policía montada. La represión causó la muerte de entre 200 a 500 personas, cuyos cuerpos fueron incinerados en el Campo Militar Número 1. Así como miles de heridos y la detención arbitraria de 500 simpatizantes.

## Consecuencias
Ante el hostigamiento y persecución del gobierno, el general Francisco J. Múgica tuvo que salir de la Ciudad de México escondido en la cajuela de un coche. Cuando los militares que apoyaban a Henríquez fueron dados de baja, se corrió el rumor de un levantamiento armado, que nunca se materializó. Posteriormente, durante el gobierno de Ruiz Cortines, el henriquismo continuó siendo investigado y reprimido, hasta que en 1954 la Federación de Partidos del Pueblo Mexicano perdió su registro como partido político.